# Pont du Gard
Pont du Gard (fr. za Most preko rijeke Gard) je dio rimskog akvadukta koji je donosio vodu gradu Nimesu, Francuska. Nalazi se u Vers-Pont-du-Gard blizu Remoulinsa i od 1985. nalazi se na UNESCOvom popisu svjetske baštine. Sagrađen je 19. pr. Kr., dug je 269 metara i sastoji se od tri vodoravna pojasa lukova nejednake veličine, najveće visine od 48,8 m. On je najviši rimski akvedukt i pored onog u Segoviji (Španjolska), najbolje sačuvan.
Dva reda lukova čine veliki polukružni lukovi jednakog rasporeda, a treći manjeg, sitnijeg ritma, što stvara dojam ubrzanja. Luk koji na sredini premošćuje rijeku je nešto veći od ostalih, pa zaustavlja ritam arkada i lagano se približava blagim linijama pejzaža.
Pont du Gard je dio negdašnjeg 50 km dugog akvedukta koji je povezivao Uzès i Nîmes, u južnoj Francuskoj. Nekada je njime prolazilo 200 milijuna litara vode dnevno, a cijelom duljinom pad iznosi samo 17 m, dok je pad Pont du Garda samo 2,5 cm; što govori o velikoj preciznosti antičkih graditelja. Najvjerojatnije je korišten sve do 9. stoljeća, dugo nakon pada Zapadnog Rimskog Carstva. No, kako od 4. stoljeća nije održavan, talozi minerala i otpada su doveli do njegova zapušenja i naposljetku napuštanja.
Njegova sekundarna funkcija je bila funkcija mosta, zbog čega je preživio srednji vijek. Naime, iako je neko kamenje s njega ukradeno, lokalni feudalci su ga održavali jer im je donosio prihode mostarine. Od 18. stoljeća je počeo privlačiti posjetitelje i slava o njegovoj ljepoti se pronijela svijetom. Danas je jedna od najvećih turističkih znamenitosti Francuske. God. 2000., na njemu je izvedena opsežna obnova prilikom koje je otvoren novi turistički centar, uklonjene su građevine s njega i promet je preusmjeren s mosta i njegove okolice.

## Poveznice
- Umjetnost starog Rima
- Segovia
- Akvadukt

## Vanjske poveznice
- Video (engl.)
- Pont du Gard website  Arhivirana inačica izvorne stranice od 12. listopada 2007. (Wayback Machine) (fr.)
- Akvadukt (od Uzesa to Nimesa) website  Arhivirana inačica izvorne stranice od 13. listopada 2007. (Wayback Machine) (fr.)
- Pont du Gard: Galerija fotografija[neaktivna poveznica]